# Nibelungenstraße (München)
Die Nibelungenstraße ist eine Innerortsstraße im Stadtbezirk Neuhausen-Nymphenburg (Nr. 9) von München.

## Verlauf
Die Straße beginnt an der Winthirstraße nordwestlich des Rotkreuzplatzes und verläuft nördlich parallel zur Wendl-Dietrich-Straße über den Winthirplatz nach Westen bis zur Arnulfstraße, auf die sie kurz vor deren Ende am Romanplatz trifft. Die verhältnismäßig lange Straße ist verkehrlich von eher untergeordneter Bedeutung. Sie trennt aber die Villenbebauung der Villenkolonie Neuwittelsbach im Norden von der Block- und Zeilenbebauung mit der Siedlung Neuhausen und der schon jenseits der Arnulfstraße gelegenen Postversuchssiedlung im Süden.

## Geschichte
Die Straße ist in den 1890er Jahren entstanden.

## Öffentlicher Verkehr
Auf der Straße verkehren keine öffentlichen Verkehrsmittel. Kurzzeitig befand sich während des Umbaus des Romanplatzes um 2019 eine provisorische Straßenbahnwendeschleife an ihr. Die Erschließung erfolgt vom Romanplatz im Osten und vom Rotkreuzplatz (U-Bahn) im Westen.

## Namensgeber
Die Straße ist nach dem sagenhaften Zwergenvolk der Nibelungen (von Richard Wagner im Opernzyklus Der Ring des Nibelungen künstlerisch verarbeitet) benannt.

## Denkmalgeschützte Gebäude
- Nr. 1a: Mietshaus, barockisierend, Anfang 20. Jahrhundert (Denkmalliste D-1-62-000-4738)
- Nr. 3: Mietshaus, Jugendstil, Eckbau mit Balkon-Erker-Gruppe, Anfang 20. Jahrhundert (Denkmalliste D-1-62-000-4739)
- Nr. 5: Mietshaus, Jugendstil, Eckbau mit zahlreichen Erkern und Balkonen, Anfang 20. Jahrhundert (Denkmalliste D-1-62-000-4740)
- Nr. 10/12/14/16/18: Wohnanlage, mit einbezogenem und erhöhtem Mittelteil, sowie rückspringendem Westabschluß, 1928 von Gustav Ludwig; am Mittelbau (Nr. 14) Kratzputzgemälde von Bruno Goldschmitt (Nibelungen) (Denkmalliste D-1-62-000-4741)
- Nr. 22/24/26/30, Nimrodstraße 1/3: Wohnanlage, dreigeschossige barockisierende Mansardwalmdachgruppe mit zweigeschossigen Verbindungs- und Torbauten und Kratzputzmalereien, um 1925 (Denkmalliste D-1-62-000-4743)
- Nr. 48: erneuerte Villa, mit Jugendstileckerker, Anfang 20. Jahrhundert; Block mit Flüggenstraße 1 (Denkmalliste D-1-62-000-4744)
- Nr. 74/74a: Villa, Teil eines Doppelwohnhauses mit hohem Walmdach, 1927–29 von Paul Tafel; mit polygonalem Flacherker, seitlichem Eingangsvordach über Säulen und mit gotisierenden Motiven des Art déco (Denkmalliste D-1-62-000-8025)
- Nr. 76: Mietshaus, Eckbau im barockisierenden Jugendstil, 1914 von Anton Wörz (Denkmalliste D-1-62-000-4746)
- Nr. 84: Villa, barockisierend, mit Säulenterrasse, 1922 von Wilhelm Borchert (Denkmalliste D-1-62-000-4747)

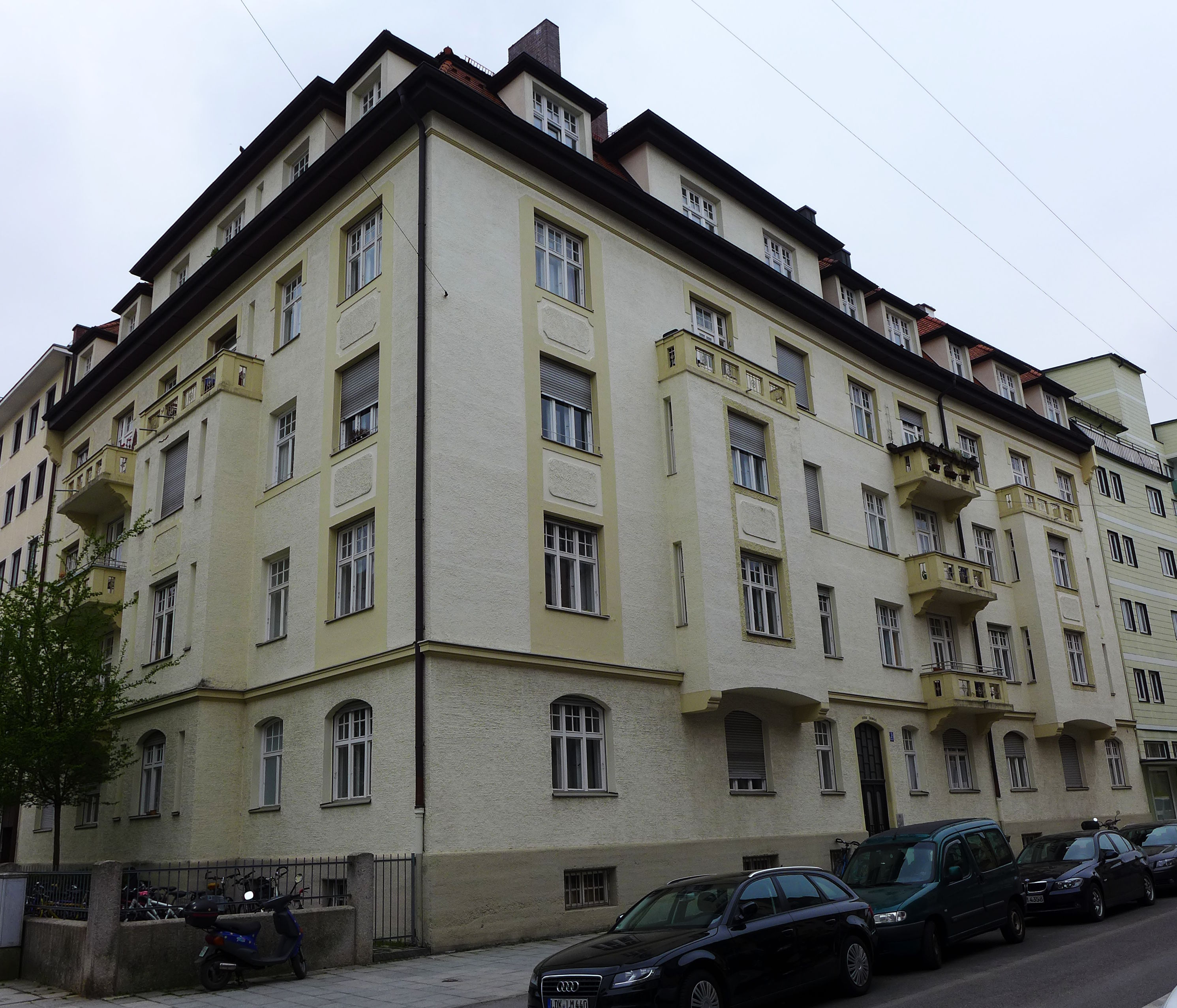
Nibelungenstraße 5
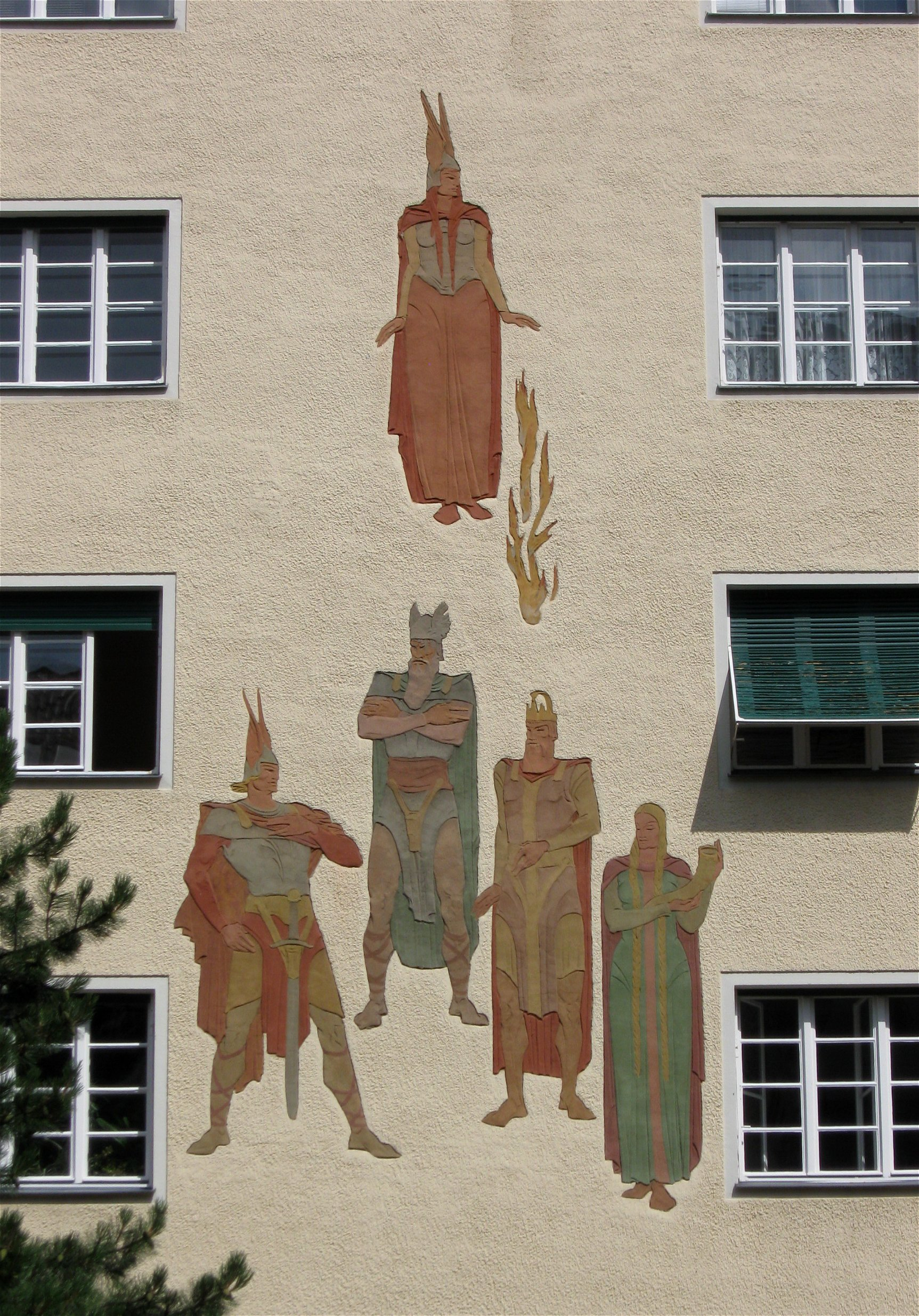
Nibelungenstr. 14: Kratzputzgemälde von Bruno Goldschmitt
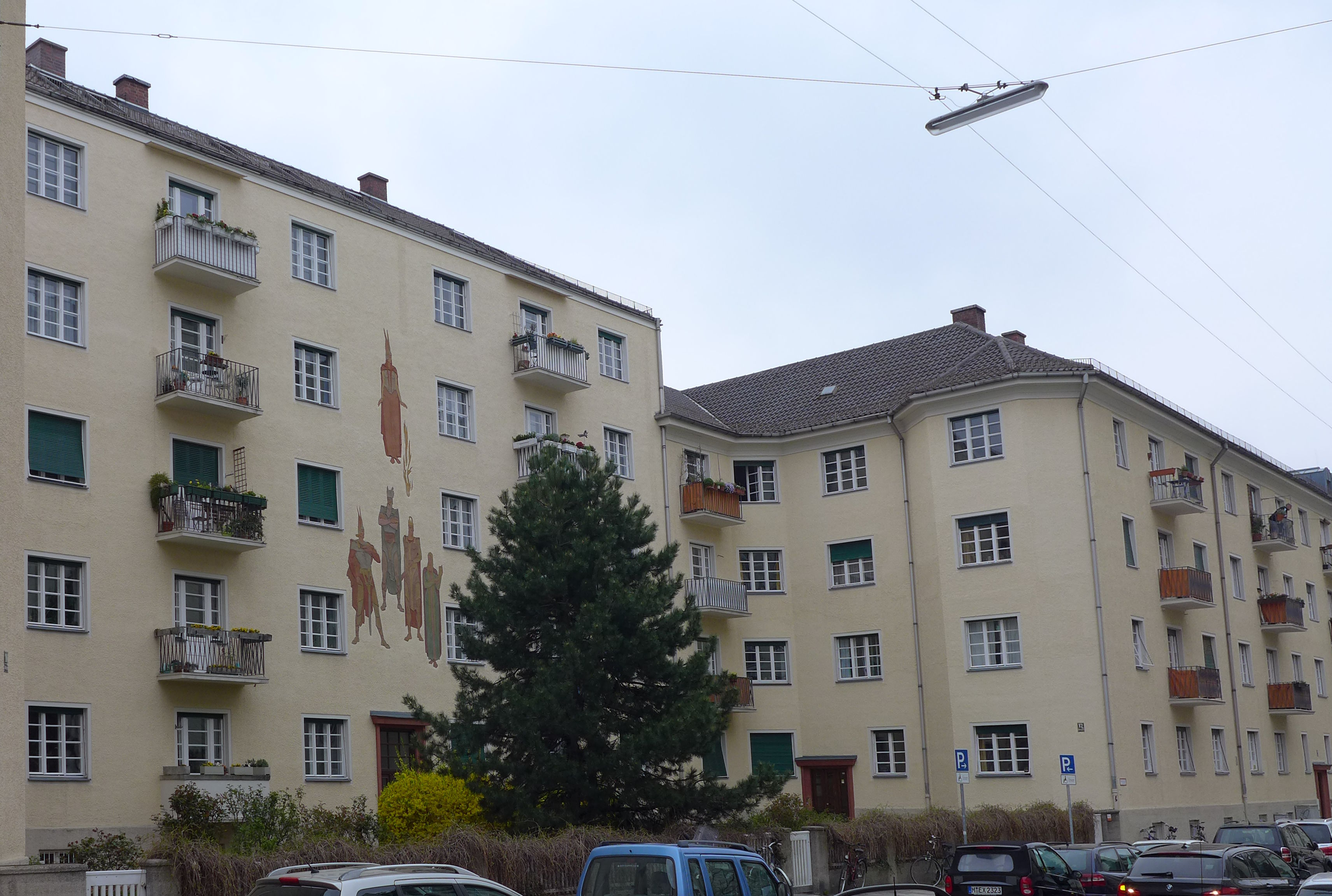
Nibelungenstraße 10/18
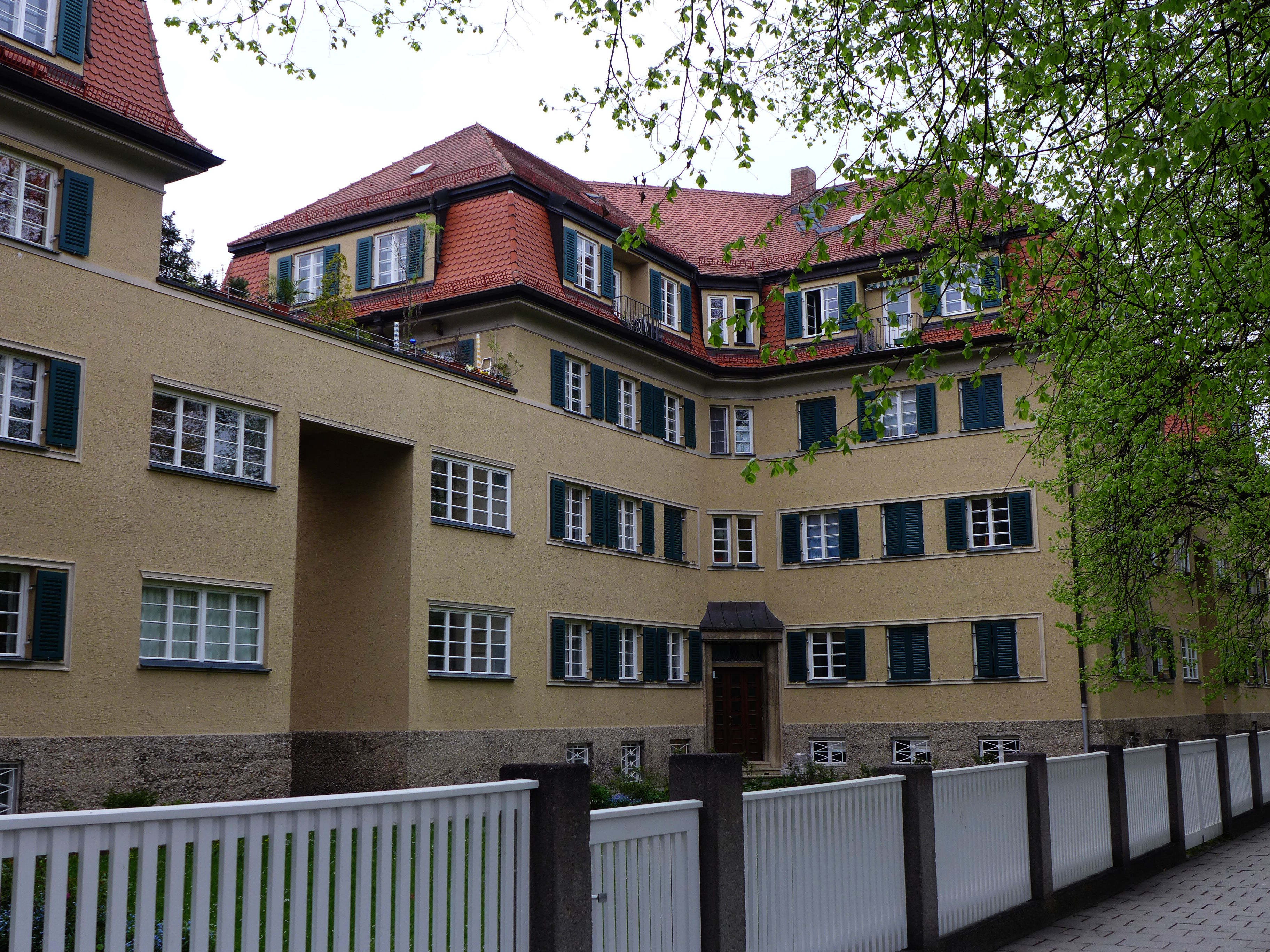
Nibelungenstraße 22/30
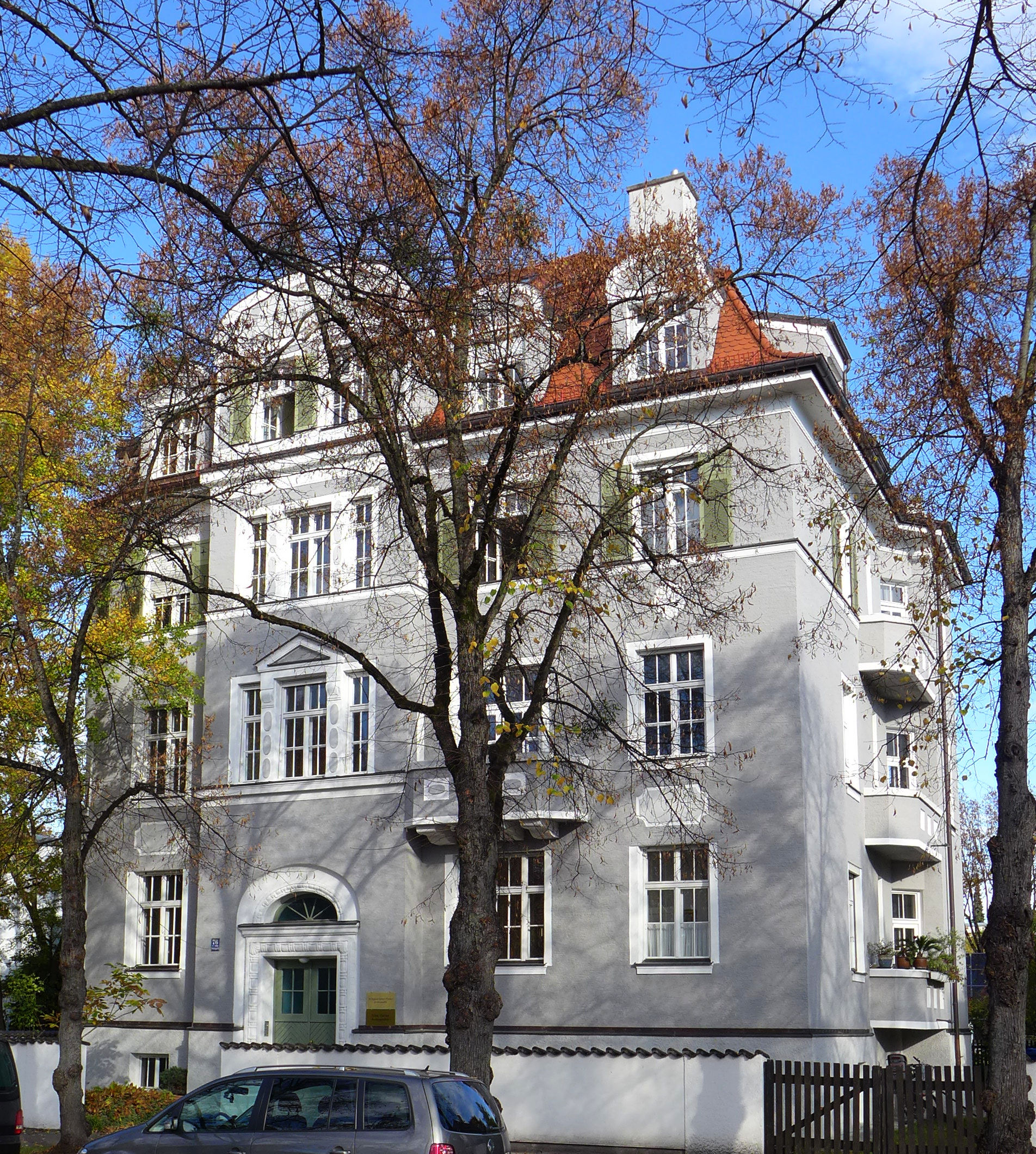
Nibelungenstraße 76

## Kirche

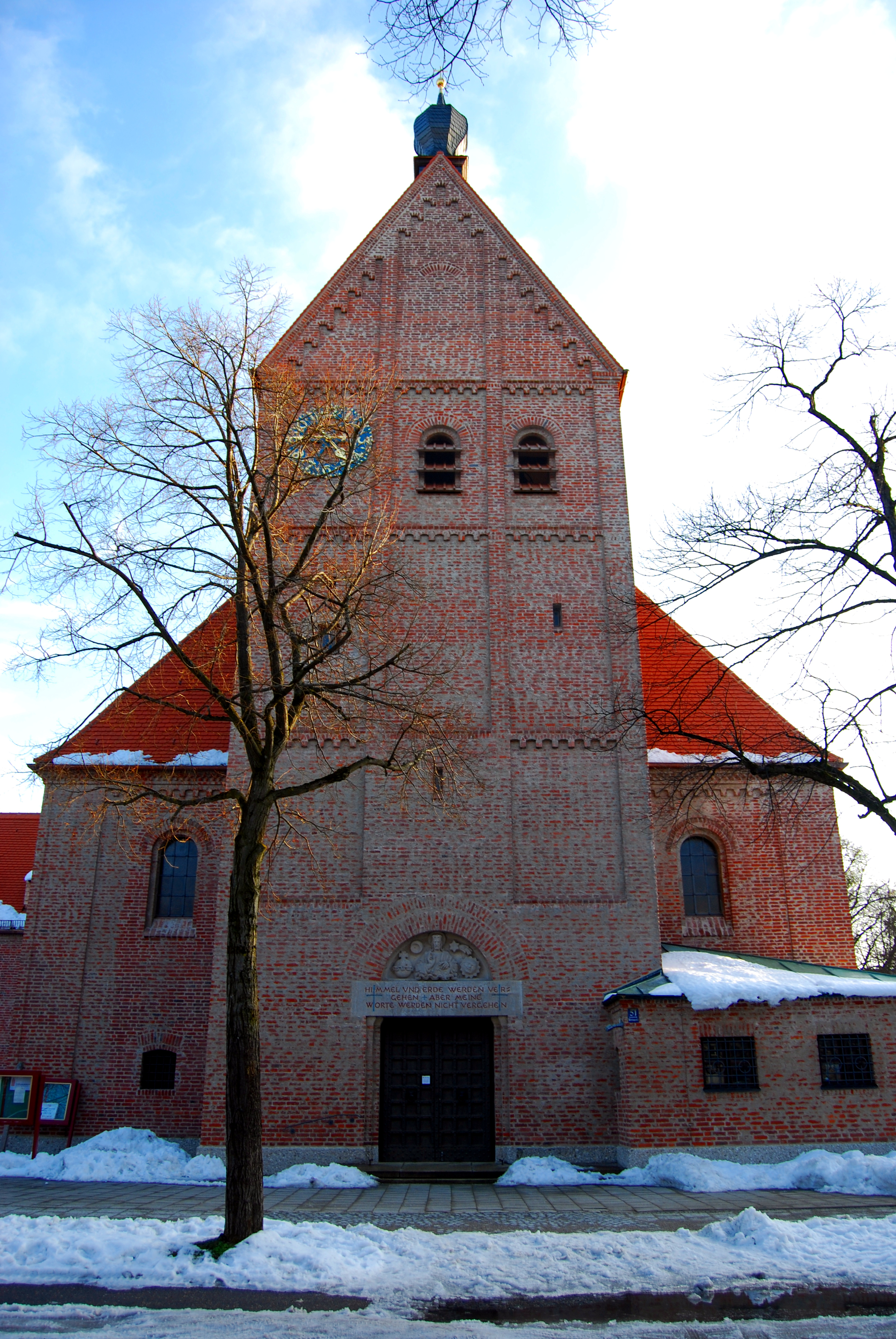
Stephanuskirche

- Nr. 51: evangelisch-lutherische Stephanuskirche, romanisierend, 1936–38 von German Bestelmeyer; mit Ausstattung; Gruppe mit Pfarrhaus, Denkmalliste D-1-62-000-4745

## Bildungseinrichtungen
- Grundschule und Mittelschule am Winthirplatz
- Käthe-Kollwitz-Gymnasium, Nibelungenstraße 51a

## Brunnen

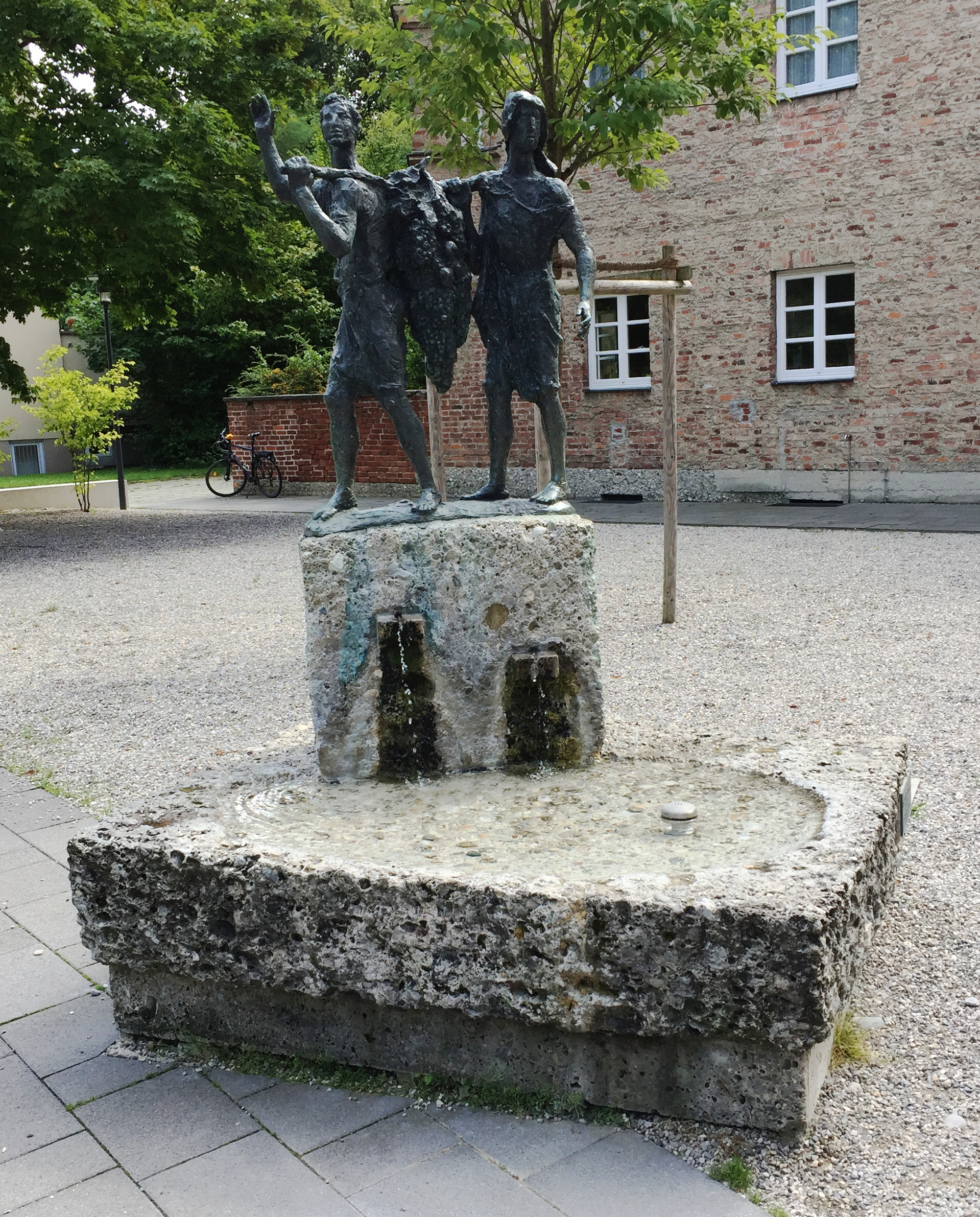
Kundschafterbrunnen

- Kundschafterbrunnen, von Roland von Bohr, 1963, vor der Stephanuskirche

## Bekannte Bewohner
- Nibelungenstraße 9: der Schriftsteller Georg von der Vring
- Nibelungenstraße 10: EG, Josef Suttner, Kammervirtuose, Hornist
- Nibelungenstraße 14: 3. Stock, Axel von Fielitz-Coniar (1888–1975), Musiker und Komponist, Sohn des Komponisten Alexander von Fielitz (Nachlass in der Monacensia)
- Nibelungenstraße 15: der Schriftsteller Alfred Andersch
- Nibelungenstraße 18: der Komponist Carl Ehrenberg im 3. Stock[2]